# Huis te Berkenrode
Het Huis te Berkenrode stond in de Nederlandse plaats Heemstede, provincie Noord-Holland. Het voormalige kasteelterrein maakt deel uit van landgoed Berkenrode en is nog als eilandje in een vijver herkenbaar. Er zijn verder geen zichtbare restanten bewaard gebleven.

## Geschiedenis
Eind 13e eeuw werd het gebied waar Berkenrode zou ontstaan, ontgonnen door Willem Terninc. Hij rooide de daar aanwezige berken - vandaar de naam Berkenrode - en zette het gebied om in landbouwgrond. Het is niet duidelijk of Willem Terninc het gebied heeft gepacht of van de Hollandse graaf in leen hield. In ieder geval droeg graaf Floris V het ontgonnen gebied in 1284 over aan Jan van Haarlem ver Aleijdenzone. Mogelijk was Jan een bastaardkind. Het wapenschild van zijn zoon Aernt van Berkenrode wijst hier ook op: de 'dorre boom' op het schild verwijst namelijk vaak naar een buitenechtelijke oorsprong.
Het kasteel zal reeds in de 14e eeuw zijn gebouwd. De oudste schriftelijke vermelding van het kasteel dateert uit de 15e eeuw. 

### Ambachtsheerlijkheid
De familie Van Berkenrode woonde in Haarlem, waar zij diverse functies bekleedden. Zij waren overigens geen heren van Berkenrode, aangezien hun bezit onderdeel uitmaakte van de ambachtsheerlijkheid Heemstede. Pas in 1466 werd het ambacht Berkenrode afgesplitst: Jan van Heemstede Gerritsz. verkocht het ambacht Berkenrode in dat jaar aan Gerrit van Berkenrode. Omdat Heemstede een leen was van het graafschap Holland, was Berkenrode een achterleen van het graafschap.
In 1572/1573 leed het kasteel oorlogsschade door het beleg van Haarlem, waarna het begin 17e eeuw deels werd hersteld.

### Goedele van Berkenrode
In 1642 overleed Dirk van Haarlem van Berkenrode. Hij was de laatste mannelijke telg uit dit geslacht en daarmee kwam er een einde aan de familie Van Berkenrode. Het ambacht Berkenrode mocht alleen in mannelijke lijn vererven, zodat zijn zus Goedele in eerste instantie werd gepasseerd. Zij diende echter een verzoek in bij de Staten van Holland om haar zoon Hendrik van Alkemade met het ambacht Berkenrode te belenen. In 1643 besloten de Staten dat zij Berkenrode voor de duur van twee jaar zouden verpachten aan Goedele, waarna eventueel een verlenging van opnieuw twee jaar zou volgen. Die verlenging bleek niet nodig, want de Staten zegden in 1645 toe dat Goedele alsnog beleend werd met Berkenrode. Na haar kwam Hendrik de beurt, die van 1649 tot 1690 ambachtsheer van Berkenrode was.

### Herstel en vernieuwing
Benjamin Poulle kocht in 1690 het kasteel en ambacht Berkenrode. Al na een jaar begon hij met de verdere restauratie en vernieuwing van het kasteel, waarbij ook een nieuw voorplein werd gecreëerd met een oranjerie en koetshuis. Hij was getrouwd met Elisabeth Tiellens, maar het huwelijk bleef kinderloos. Ook het tweede huwelijk van Elisabeth met Jan Trip leverde geen kinderen op. Mattheus Lestevenon, een neef van Elisabeth, erfde uiteindelijk het kasteel en de heerlijkheid: hij werd met beide in 1724 beleend. Mattheus was toen pas negen jaar oud.

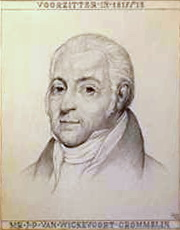
Jan Pieter van Wickevoort Crommelin

In 1747 werd prins Willem IV ingehuldigd en ter ere hiervan liet Lestevenon het kasteel op een feestelijke manier verlichten met vetpotjes. Door een ongeluk met deze vetpotjes brandde het kasteel echter af. Het werd hierna wel weer herbouwd.

### Afbraak
Willem Anne Lestevenon, zoon van Mattheus, erfde in 1797 het kasteel en de heerlijkheid. Hij verkocht het bezit al snel door aan de koopman Jan Pieter van Wickevoort Crommelin. In principe betrof dit alleen het kasteel, aangezien de feodale rechten waren afgeschaft en de ambachtsheerlijkheid Berkenrode officieel niets meer voorstelde. Desondanks werd de titel heer van Berkenrode nog enkele malen doorverkocht, als laatste in 1809 aan Jan Pieter van Wickevoort Crommelin. Overigens had hij het kasteel zelf in 1797 al laten slopen en woonde hij op de nabijgelegen buitenplaats Westerduin. Na zijn overlijden in 1837 erfde zijn zoon Arnoud Hendrik het landgoed en zijn nazaten zouden tot 1939 eigenaar blijven. Hierna kwam het landgoed in handen van de familie Van Eeghen met als laatste eigenaar uit dat geslacht Ernst van Eeghen, heer van Berkenrode (1920-2007).
De locatie van het afgebroken kasteel was lange tijd onduidelijk. In 1956 werd een vijver op het landgoed drooggelegd en daarbij werden fundamenten aangetroffen. Dit bleken de restanten te zijn van het kasteel Berkenrode.

## Beschrijving
De teruggevonden bakstenen wijzen op een stichting van het kasteel in de 14e eeuw. Het omgrachte kasteel was 25,5 bij 13 meter groot.
In 1691 voltooide Benjamin Poulle de restauratie die begin 17e eeuw was begonnen en hij legde aan de oostzijde ook meteen een nieuw voorplein aan, geflankeerd door een oranjerie en koetshuis.
Na de brand van 1747 werd het kasteel weer hersteld, waarna het in 1797 volledig werd afgebroken.
De kasteellocatie is nog herkenbaar als een eilandje in een vijver. De locatie maakt samen met het landhuis Westerduin deel uit van de buitenplaats Berkenrode.

## Afbeeldingen

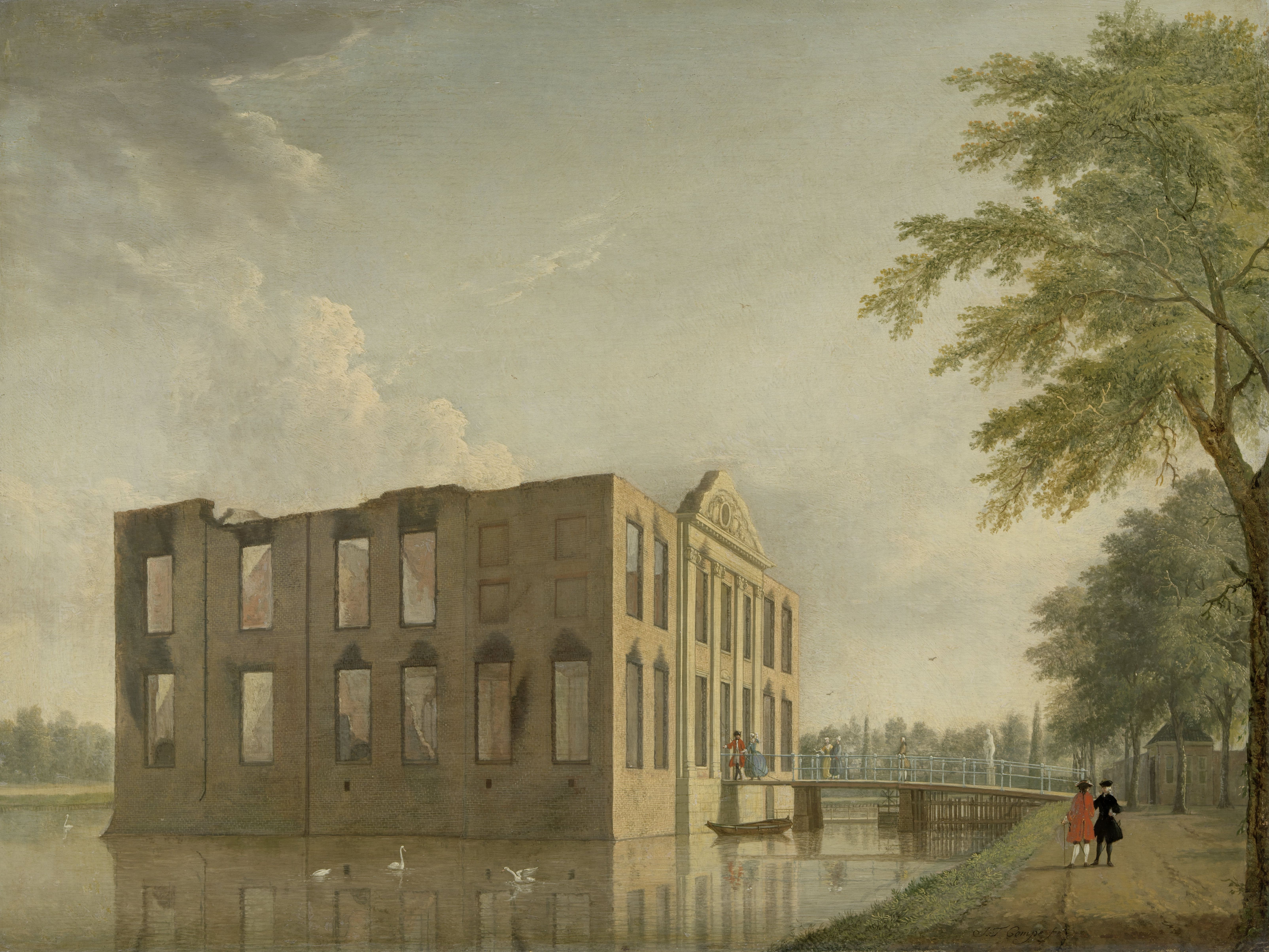
Voorzijde van het uitgebrande Huis Berkenrode in 1647, door Jan ten Compe
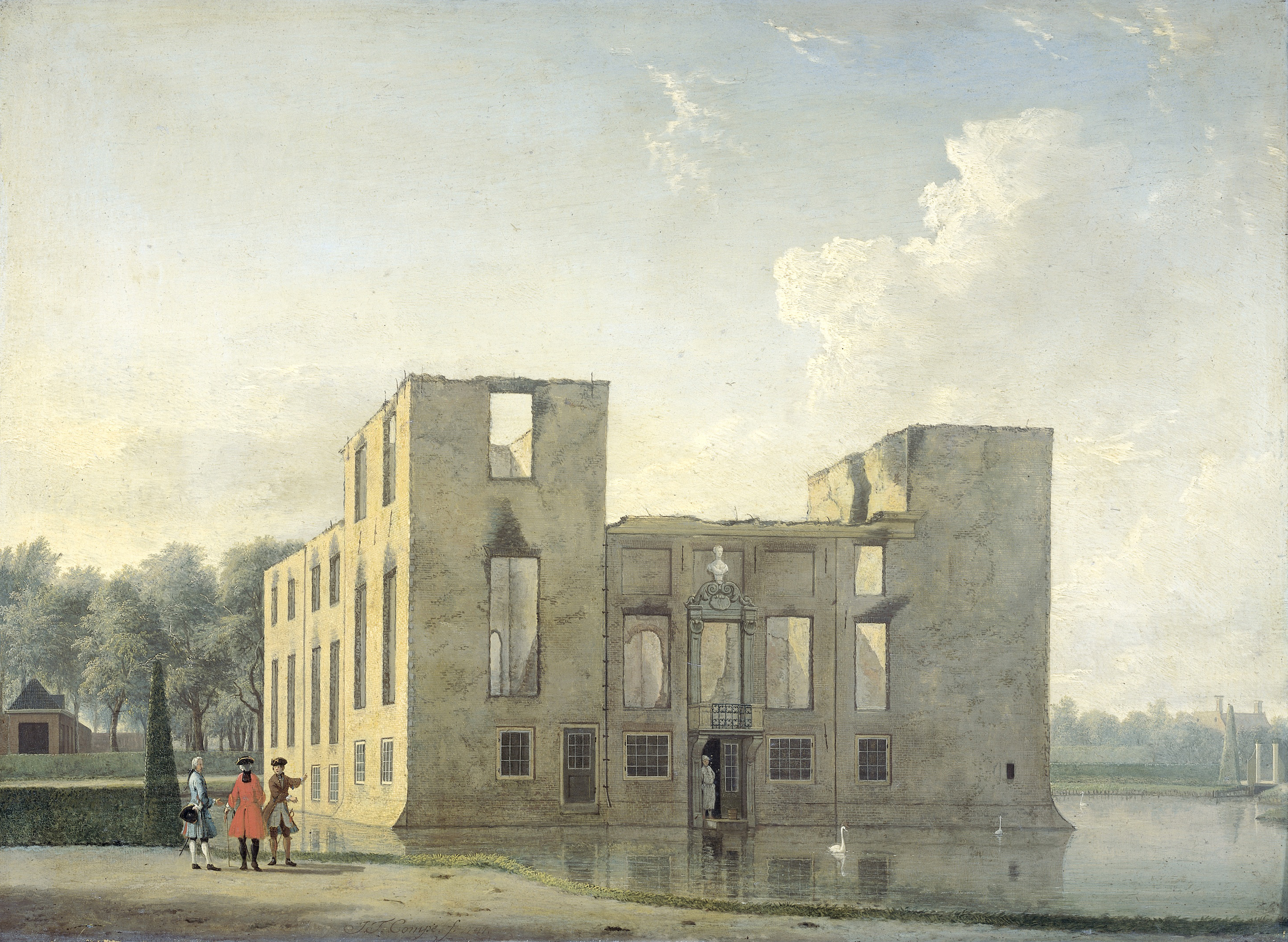
Achterzijde van het uitgebrande Huis Berkenrode in 1647, door Jan ten Compe
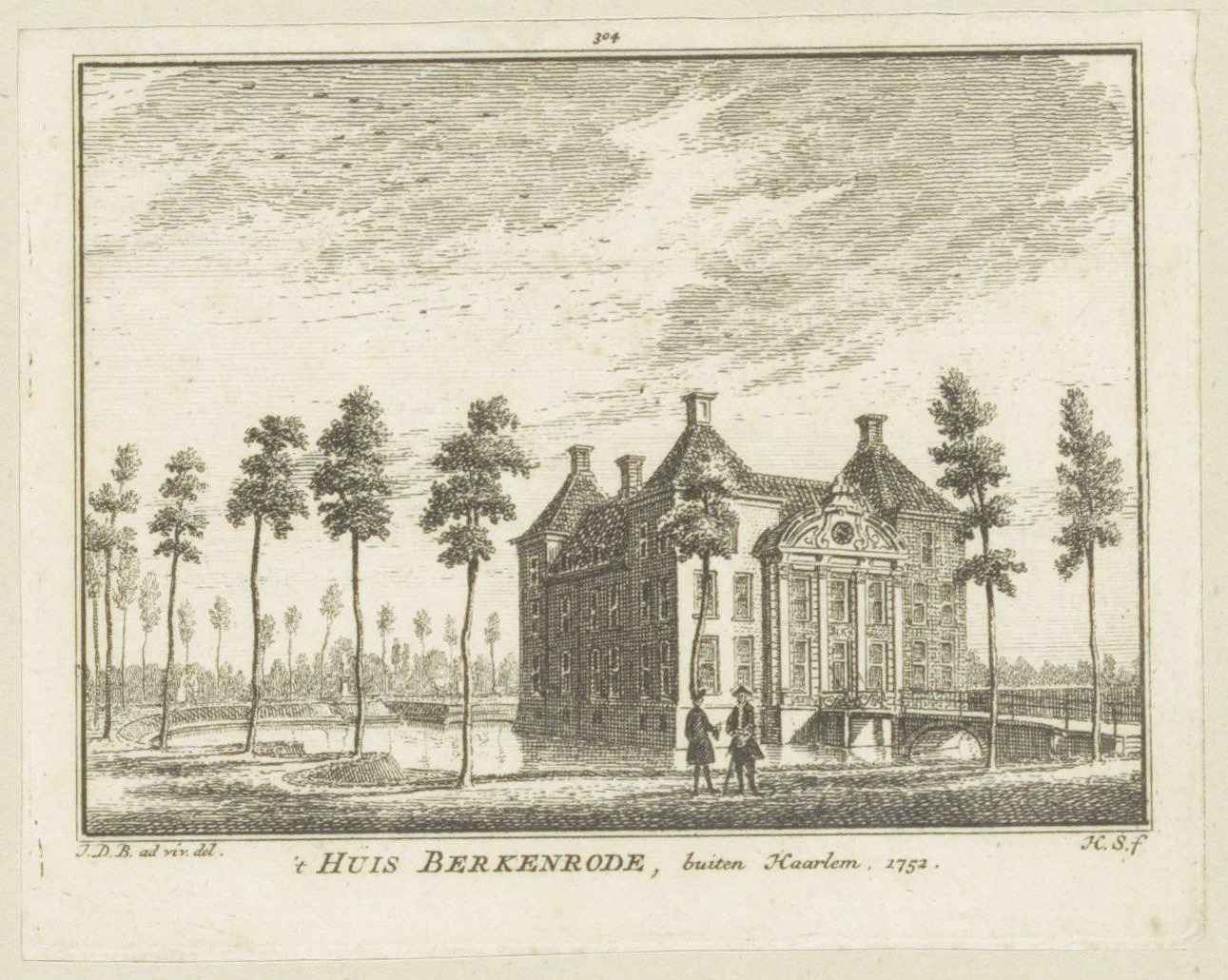
Het herstelde kasteel in 1752, door Jan de Beijer en Hendrik Spilman

Adrichem · Aelbrechtsberg · Akersloot · Amstel · Amsterdam · Assendelft · Assumburg · Banjaert · Beeckestijn · Berkenrode · Boekel · Bollenhofstede · Ten Bosch · Brederode · Caprera · Ter Coulster · Cranenbroek · Dampegeest · Eenigenburch · Egmond · Heemstede · Hilversum · Ilpenstein · Jan Aernts woninge van Bennebroek · Keggenrode · Ter Kleef · Kostverloren · Kronenburg · Marquette · Merestein · Middelburg · Muiderslot · Nederhorst · Nieuwburg · Nuwendoorn · Oud Haerlem · De Park · Poelenburg · Purmersteijn · Radboud · Huis te Ramp · Reewijk/Rietwijk · Rolland · Ruysdael · Schagen · Huis te Schoten · Sparenwoude · Te Spijk · Swanenburch · Sypesteyn · Tetrode · Teylingerbosch · Torenburg · Velsen · De Vlotter · Vogelenzang · Ter Wijc · Wijdenes · Ypestein · Te Zaanen